# العربي حبابي
العربي حبابي هو لاعب كرة قدم مغربي سابق من مواليد 12 أغسطس 1967، شارك مع المنتخب المغربي في كأس العالم لكرة القدم 1994.

## روابط خارجية
- العربي حبابي على موقع الاتحاد الدولي (مؤرشف)  (الإنجليزية)
- العربي حبابي على موقع قاعدة بيانات كرة القدم.إي يو (الإنجليزية)
- العربي حبابي على موقع ناشيونال فوتبول تيمز (الإنجليزية)